# Melissa Leo
Melissa Chessington Leo (New York, 14 september 1960) is een Amerikaans actrice. Ze won in 2011 een Oscar voor haar bijrol in The Fighter, nadat ze in 2009 al was genomineerd voor eenzelfde onderscheiding voor haar hoofdrol in Frozen River. Daarnaast won ze meer dan 35 andere acteerprijzen, waaronder een Golden Globe, een Screen Actors Guild Award (allebei voor The Fighter), een Primetime Emmy Award (voor een gastrol in de komedieserie Louie), een Independent Spirit Award en een National Board of Review Award (allebei voor Frozen River).
Leo maakte haar acteerdebuut op 17 april 1984 toen ze voor het eerst te zien was als Linda Warner in de soapserie All My Children. Een jaar later verscheen ze voor het eerst in een film, als Peggy in Always. Sindsdien speelde Leo meer dan zeventig rollen op het witte doek. Niettemin was film niet het enige waar ze zich op toelegde. Zo was de Amerikaanse van september 1989 tot en met mei 1990 te zien als Emma Shannon in de westernreeks The Young Riders en van januari 1993 tot en met mei 1997 als Detective-Sergeant Kay Howard in de politieserie Homicide: Life on the Street.
Leo werd in 1987 moeder van zoon John Matthew Heard, die ze kreeg met haar toenmalige vriend, acteur John Heard.

## Filmografie
*Exclusief televisiefilms
| - The Equalizer 2 (2018) - The Parting Glass (2018) - Furlough (2018) - Unlovable (2018) - The Ashram (2018) - The Most Hated Woman in America (2017) - Novitiate (2017) - Snowden (2016) - Burn Country (2016) - London Has Fallen (2016) - The Big Short (2015) - Dwegons and Leprechauns (2014) - The Equalizer (2014) - The Ever After (2014) - The Angriest Man in Brooklyn (2014) - Prisoners (2013) - Bottled Up (2013) - Oblivion (2013) - Olympus Has Fallen (2013) - The Necessary Death of Charlie Countryman (2013) - Flight (2012) - Francine (2012) - Why Stop Now (2012) - Lost Revolution (2011) - Brooklyn Brothers Beat the Best (2011) - Seven Days in Utopia (2011) - Red State (2011) - The Fighter (2010) - Queen of the Lot (2010) - Conviction (2010) - The Space Between (2010) - The Dry Land (2010) - Welcome to the Rileys (2010) - Everybody's Fine (2009) - Greta (2009) - Dear Lemon Lima (2009) - Veronika Decides to Die (2009) - Don McKay (2009) - True Adolescents (2009) - Stephanie's Image (2009) - Welcome to the Rileys (2008) - Predisposed (2008) - Righteous Kill (2008) | - This Is a Story About Ted and Alice (2008) - Ball Don't Lie (2008) - Santa Mesa (2008) - Lullaby (2008) - The Alphabet Killer (2008) - Frozen River (2008) - One Night (2007) - Mr. Woodcock (2007) - I Believe in America (2007) - Racing Daylight (2007) - The Cake Eaters (2007) - Dear Lemon Lima (2007) - Black Irish (2007) - Midnight Son (2007) - Bomb (2007) - Falling Objects (2006) - The House Is Burning (2006) - Hollywood Dreams (2006) - The Limbo Room (2006) - Stephanie Daley (2006) - Confess (2005) - American Gun (2005) - The Three Burials of Melquiades Estrada (2005) - Patch (2005) - No Shoulder (2005) - Runaway (2005) - Hide and Seek (2005) - From Other Worlds (2004) - First Breath (2004) - 21 Grams (2003) - Fear of Fiction (2000) - Code of Ethics (1999) - The 24 Hour Woman (1999) - Under the Bridge (1997) - Last Summer in the Hamptons (1995) - Garden (1994) - The Ballad of Little Jo (1993) - Venice/Venice (1992) - Immaculate Conception (1992) - A Time of Destiny (1988) - Deadtime Stories (1986) - Streetwalkin' (1985) - Always (1985) |

## Televisieseries
*Exclusief eenmalige gastrollen
- I'm Dying Up Here - Goldie Herschlag (2017-2018, twintig afleveringen)
- BoJack Horseman - stem Diane's Mother (2014-2016, twee afleveringen)
- Wayward Pines - Pamela 'Pam' Pilcher (2015-2016, elf afleveringen)
- Treme - Toni Bernette (2010-2013, 36 afleveringen)
- Mildred Pierce - Lucy Gessler (2011, vijf afleveringen - miniserie)
- The L Word - Winnie Mann (2005, drie afleveringen)
- Legacy - Emma Bradford (1998, twee afleveringen)
- Homicide: Life on the Street - Det. Sgt. Kay Howard (1993-1997, 77 afleveringen)
- Scarlett - Suellen O'Hara Benteen (1994, twee afleveringen - miniserie)
- The Young Riders - Emma Shannon (1989-1990, 24 afleveringen)
- All My Children - Linda Warner (1984-1985, vier afleveringen)